# Angelo Grassi (antifascista)
Angelo Grassi (Belgioioso, 3 febbraio 1903 – ...) è stato un antifascista e politico italiano.

## Biografia
Nato a Belgioioso nel 1903, figlio di contadini, abbandonò la scuola dopo il primo anno dell'istituto tecnico superiore e trovò lavoro come operaio presso la SNIA di Pavia.
Nel 1921 si iscrisse al Partito Comunista Italiano e fu testimone dell'omicidio del segretario del partito Ferruccio Ghinaglia da parte dei fascisti. Nel 1924 fu licenziato dalla SNIA a causa di un graffito incitante a Lenin. Arrestato nel 1927, venne processato a Roma nel luglio 1928 per «attività sovversiva ai danni dello Stato» e condannato a tre anni di carcere da scontare a Regina Coeli. Dopo la scarcerazione rientrò a Pavia, dove fu tenuto per altri tre anni in vigilanza speciale da parte della questura.
Assunto in qualità di assistente edile presso la Necchi, riprese le attività clandestine antifasciste, compiendo piccoli atti di sabotaggio presso le fabbriche di produzione bellica e sulle linee telefoniche ed elettriche, in collaborazione con le cellule partigiane di Mirabello, Torre d'Isola e Spessa. Fece stampare clandestinamente copie del giornale l'Unità utilizzando il ciclostile della fabbrica per cui lavorava. Arrestato di nuovo nel dicembre 1944, venne condannato a quattro anni di carcere, dal quale uscirà il 18 aprile 1945.
Dopo la liberazione di Pavia, venne nominato sindaco della città dal Comitato di liberazione nazionale su segnalazione di Beniamino Zucchella, organizzatore del partito comunista nel Pavese e reduce della guerra civile di Spagna. Rimase in carica fino alle prime elezioni amministrative del 1946, occupandosi durante il suo mandato della raccolta dei beni di prima necessità e del soccorso agli sfollati e gli indigenti.